# ВИТ-2
«ВИТ-2» («Воздушный истребитель танков — 2») — советский двухмоторный самолёт-штурмовик, разработанный перед Второй мировой войной опытным конструкторским бюро Н. Н. Поликарпова. Один опытный образец был построен заводом № 84 в 1938 году. Несмотря на многообещающие характеристики как штурмовика, было рекомендовано внедрить его в серийное производство в качестве скоростного пикирующего бомбардировщика с уменьшенным для увеличения скорости вооружением.

## История
ВИТ-2 был создан на базе самолета ВИТ-1 за счет изменения конструкции и установки двух двигателей M-105 мощностью 1100 лс (820 кВт) каждый, более мощных чем М-103 (двигатель), стоявшие на прототипе.
ВИТ-2 представлял из себя двухмоторный самолёт-моноплан с низким расположением крыла. Конструкция смешанная. Фюзеляж-монокок собирался из двух половин, выклеенных из «шпона» (формованной берёзовой фанеры). Большой топливный бак размещался между кабинами пилота и заднего стрелка. Кабина пилота, место расположения топливного бака и кабина стрелка были закрыты удлинённым фонарем. Конструкция крыла - каркас из стальных труб, обшивка из дюралюминия. В отличие от ВИТ-1 на самолете было установлено разнесенное хвостовое оперение.
Основные стойки шасси убирались в заднюю часть мотогондол. Ниши шасси с целью уменьшения аэродинамического сопротивления закрывались створками. Хвостовое колесо было неубирающимся. Нос был широко застеклён, чтобы обеспечить хорошую видимость штурману/бомбардиру. В носовой части устанавливалась 20-мм пушка ШВАК с вертикальным перемещением на 10°. Задний стрелок-радист сидел в башенке с ручным управлением, также вооружённый пушкой ШВАК, кроме того, ему была предоставлена убирающаяся пара пулемётов ШКАС 7,62 мм в люковой установке для обстрела нижней задней полусферы. В корнях крыла были установлены две 37 мм пушки Ш-37 конструкции Шпитального и две пушки ШВАК. Самолёт мог брать 600 кг бомб на внутренней подвеске или две 500-килограммовые фугасные авиабомбы (ФАБ-500) на внешней подвеске под крыльями.
Постройка ВИТ-2 была закончена к 10 мая 1938 года, и уже на следующий день В. П. Чкалов совершил на нём первый испытательный полёт. Вскоре воздушные винты фиксированного шага были заменены винтами изменяемого шага ВИШ-61 с постоянным числом оборотов. За этим последовали полёты в рамках программы заводских испытаний, которые в период с 11 мая по 11 июля 1938 года проводил лётчик-испытатель завода № 84 Б.Н. Кудрин. При полётном весе 6166 кг на высоте 4500 м была получена максимальная скорость полета 498 км/ч, а при полётном весе 5350 кг — 508 км/ч. В октябре 1938 года начались государственные испытания, показавшие, что ВИТ-2 быстрее чем ВИТ-1 на высоте 4500 метров (486 км/ч против 450 км/ч), но медленнее на высоте 3000 метров (513 км/ч против 530 км/ч). По итогам испытаний был рекомендован  для серийного производства в качестве скоростного пикирующего бомбардировщика при условии, что часть вооружения будет удалена, чтобы увеличить скорость.

## Тактико-технические данные
Источник: Gordon, Soviet Airpower in World War 2.
Общие характеристики
- Экипаж: 3 человека
- Длина: 12,25 м
- Размах крыла: 16,5 м
- Площадь крыла: 40,76 м²
- Аэродинамический профиль: Clark YH
- Масса пустого самолёта: 4032 кг
- Масса взлётная: 6302 кг
- Силовая установка: 2 двигателя V12 M-105 с жидкостным охлаждением, мощностью 783 кВт (1050 л. с.) каждый
- Пропеллеры: 3-лопастной ВИШ-61, диаметр 3,3 м

Скоростные характеристики
- Максимальная скорость у земли: 486 км/ч
- Максимальная скорость на высоте 4500 метров: 513 км/ч
- Практическая дальность: 800 км
- Практический потолок: 8200 м

Вооружение
- - 2 × 37 мм пушки Ш-37
  - 4 × 20 мм авиапушки ШВАК
  - 2 × 7,62 мм ШКАС
- Бомбы: до 1000 кг

## Аналоги
Самолёты сопоставимой роли, конфигурации и эпохи:
- Messerschmitt Bf 110
- Potez 630